# Olly Alexander
Olly Alexander (Harrogate, 15 juli 1990) is een Brits acteur, muzikant, singer-songwriter en voorstander van homo-emancipatie.

## Biografie
Hij begon zijn acteercarrière in 2008 en speelde in de tussentijd al in meerdere films en televisieseries. In 2021 speelde hij de hoofdrol in de serie It's a Sin. 
In 2010 ging hij zingen bij de band Years & Years. Het nummer King bereikte in 2015 de toppositie van de Britse hitlijst en was ook een hit in Nederland en in mindere mate België. Ook hun debuutalbum Communion bereikte in 2015 de hoogste notering in de Britse albumlijst.
Op 16 december 2023 werd bekend gemaakt dat hij het Verenigd Koninkrijk zou vertegenwoordigen op het Eurovisiesongfestival 2024 in Zweden. Hier werd hij uiteindelijk 18de met het liedje Dizzy. Hij kreeg 46 punten, allen van de jury's. Bij de televoting eindigde hij als laatste.